# Liste der Monuments historiques in Saint-Aubin (Côte-d’Or)
Die Liste der Monuments historiques in Saint-Aubin führt die Monuments historiques in der französischen Gemeinde Saint-Aubin auf.

## Liste der Immobilien
| Bezeichnung      | Beschreibung                                    | Standort                               | Kennzeichnung | Schutzstatus | Datum | Bild           |
| ---------------- | ----------------------------------------------- | -------------------------------------- | ------------- | ------------ | ----- | -------------- |
| Château de Gamay | festes Haus, 12. Jahrhundert, mehrfach umgebaut | Gamay, rue du Château (Lage)           | PA00112772    | Inscrit      | 1991  | weitere Bilder |
| Kirche St-Aubin  | ab dem 11. Jahrhundert                          | Saint-Aubin, ruelle de l’Eglise (Lage) | PA00112622    | Classé       | 1980  | weitere Bilder |

## Liste der Objekte
| Bezeichnung                                                               | Beschreibung                                                               | Standort                                         | Kennzeichnung | Schutzstatus | Datum | Bild |
| ------------------------------------------------------------------------- | -------------------------------------------------------------------------- | ------------------------------------------------ | ------------- | ------------ | ----- | ---- |
| Gemälde Empfang des französischen Botschafters beim Dogen von Venedig     | Ölfarbe auf Leinwand, nach 1578; vermutlich aus dem Château de la Rochepot | Saint-Aubin, in der Kirche St-Aubin (Lage)       | PM21001944    | Classé       | 1892  |      |
| Skulptur Heiliger Albin von Angers                                        | Kalkstein, 15. Jahrhundert                                                 | Saint-Aubin, außen an der Kirche St-Aubin (Lage) | PM21001945    | Classé       | 1960  |      |
| Pietà                                                                     | Marmor, 17. Jahrhundert                                                    | Saint-Aubin, in der Kirche St-Aubin (Lage)       | PM21001946    | Classé       | 1960  |      |
| Gemälde Der heilige Karl Borromäus übergibt den Ursulinen die Ordensregel | Ölfarbe auf Leinwand, 17. Jahrhundert                                      | Saint-Aubin, in der Kirche St-Aubin (Lage)       | PM21001947    | Classé       | 1960  |      |
| Relief Anbetung der Hirten                                                | Keramik auf Holz, versilbert, 17. Jahrhundert                              | Saint-Aubin, in der Kirche St-Aubin (Lage)       | PM21001948    | Classé       | 1978  |      |
| Skulptur Johannes der Täufer                                              | Stein oder Holz, farbig gefasst, zweite Hälfte des 15. Jahrhunderts        | Saint-Aubin, in der Kirche St-Aubin (Lage)       | PM21003658    | Inscrit      | 1976  |      |
| Skulptur Unterweisung Mariens                                             | Holz, farbig gefasst, zweite Hälfte des 16. Jahrhunderts                   | Saint-Aubin, in der Kirche St-Aubin (Lage)       | PM21003659    | Inscrit      | 1976  |      |
| Skulptur eines Abtes                                                      | Holz, farbig gefasst, zweite Hälfte des 16. Jahrhunderts                   | Saint-Aubin, in der Kirche St-Aubin (Lage)       | PM21003660    | Inscrit      | 1976  |      |
| Gemälde Heilige Familie                                                   | Ölfarbe auf Leinwand, 17. oder 18. Jahrhundert                             | Saint-Aubin, in der Kirche St-Aubin (Lage)       | PM21003661    | Inscrit      | 1976  |      |
| Zwei Kollektenschalen                                                     | Zinn, Anfang des 19. Jahrhunderts                                          | Saint-Aubin, in der Kirche St-Aubin (Lage)       | PM21003662    | Inscrit      | 1976  |      |
| Skulptur Christus in der Rast                                             | Eichenholz, ehemals farbig gefasst, 17. oder 18. Jahrhundert               | Gamay, rue de la Fontaine (Lage)                 | PM21004202    | Inscrit      | 1995  |      |